# Титан: Після загибелі Землі
«Титан: Після загибелі Землі» (англ. Titan A.E.) — американський анімаційний науково-фантастичний фільм 2000 року режисерів Дона Блута і Гері Голдмена. Фільм поєднує традиційну ручну анімацію і тривимірну комп'ютерну. Українською озвучений двічі: телеканалом Кіно (2+2) і ТЕТ.
Оповідає про молодого чоловіка Кейла, одного з небагатьох людей, уцілілих після нападу чужопланетян. Кейл виявляється власником персня, в якому його батько зашифрував карту до пристрою «Титан», здатного дати людям новий дім.

## Сюжет
У 3028 році людство завдяки проєкту «Титан» отримало змогу створювати нові планети і стати наймогутнішою цивілізацією у всесвіті. Проте цивілізація енергетичних істот дреджів, боячись зростання могутності людей, без попередження напала на Землю і знищила її. Вчений Сем Такер забезпечує евакуацію свого чотирирічного сина Кейла під час нападу. Він запускає «Титан» у глибини космосу, передає синові перстень, але не встигає евакуюватися сам.
Минає 16 років, у 3044 Кейл працює серед чужопланетян на космічній станції збирачем брухту, зазнаючи глузувань від представників численніших цивілізацій. Від бійки з колегами його рятує капітан Джозеф Корсо, пропонуючи вирушити в небезпечну подорож, але яка може допомогти людям знайти новий дім. Кейл спершу відмовляється, але капітан розповідає, що працював з його батьком. Він вмикає перстень Кейла і той показує карту з напрямком на «Титан». Раптом на станцію нападають дреджі, Корсо допомагає Кейлу врятуватися від переслідування ними і доставляє на свій корабель «Валькірія». Там його лікує дівчина Акіма Кунімото і він знайомиться з цинічним іншопланетянином Прідом, спеціалісткою зі зброї Стіт і винахідником Гуном. Карта вказує на планету Сешаррім, куди команда і відлітає. Експедицію оточують місцеві жителі гали й показують спосіб використати перстень як компас. У цю мить нападають дреджі з метою захопити Кейла. На заваді їм стають тамтешні вибухонебезпечні дерева, чим мандрівники користуються, щоб відірватися від погоні. Проте джреждам вдається перехопити Кейла і Акіму та доставити їх на свій головний корабель. Просканувавши перстень, вороги дізнаються місцерозташування «Титана». Кейла вони ув'язнюють, а Акіму викидають у космос.
Згодом Джозеф Корсо з командою пробирається на корабель купців, які захопили Акіму й забирає її. Кейл же здогадується як утекти з полону, після чого викрадає літак. Команда возз'єднується та вилітає слідом за дреджами до «Титана». Та скоро Кейл з Акімою підслуховують розмову капітана з королевою дреджів, з чого роблять висновок про змову між ними. Розчаровані, обоє тікають на найближчу людську станцію. Там Кейл бачить фото з Землі, що надихає його продовжити пошуки «Титана». Йому за допомоги Акіми вдається полагодити старий корабель. Корсо намагається наздогнати судно, але втрачає слід серед астероїдів.
Між осколків льоду Кейл знаходить станцію «Титан». Споруда виявляється сховищем ДНК живих організмів і містить послання від батька. Сем повідомляє, що «Титан» може створити нову планету після контакту з перснем, однак енергії недостатньо. Прід збирається вбити Кейла, та на допомогу приходять Стіт і Гун. Той скидає Корсо в безодню і розуміє, що може використати енергію дреджів. Він вирушає замкнути реле, але стикається з уцілілим Джозефом. Зброя зрадника застрягає в реле, стаючи провідником енергії. Постріл з корабля дреджів поглинається «Титаном», а слідом і самі дреджі. З астероїдів формується Нова Земля. Вцілілі людські кораблі вирушають до нового дому.

## Ролі озвучили
| Актор                        | Роль                                |
| ---------------------------- | ----------------------------------- |
| Метт Деймон Алекс Девід Лінц | дорослий Кейл Такер юний Кейл Такер |
| Білл Пуллман                 | капітан Джозеф Корсо                |
| Джон Легвізамо               | Сеймур                              |
| Натан Лейн                   | Предекс «Прід» Йоа                  |
| Джанін Гарофало              | Стіт                                |
| Дрю Беррімор                 | Акіма Кунімото                      |
| Рон Перлман                  | професор Сем Такер                  |
| Tone Loc                     | Тек                                 |
| Джим Бреєр                   | Кук                                 |
| Джим Каммінгс                | Чоквін                              |

## Саундтрек
Саундтрек фільму було випущено на аудіокасетах і CD-дисках Capitol/EMI Records 6 червня 2000 року. Він містить 11 треків різних рок-гуртів, серед них Lit, Powerman 5000, Electrasy, Fun Lovin' Criminals, The Urge, Texas, Bliss 66, Jamiroquai, Splashdown, The Wailing Souls, і Luscious Jackson.
| #   | Назва                           | Artist               | Тривалість |
| --- | ------------------------------- | -------------------- | ---------- |
| 1.  | «Over My Head»                  | Lit                  | 3:39       |
| 2.  | «The End Is Over»               | Powerman 5000        | 3:10       |
| 3.  | «Cosmic Castaway»               | Electrasy            | 3:30       |
| 4.  | «Everything Under the Stars»    | Fun Lovin' Criminals | 4:04       |
| 5.  | «It's My Turn to Fly»           | The Urge             | 3:44       |
| 6.  | «Like Lovers (Holding On)»      | Texas                | 4:36       |
| 7.  | «Not Quite Paradise»            | Bliss 66             | 3:59       |
| 8.  | «Everybody's Going to the Moon» | Jamiroquai           | 5:24       |
| 9.  | «Karma Slave»                   | Splashdown           | 3:26       |
| 10. | «Renegade Survivor»             | The Wailing Souls    | 4:07       |
| 11. | «Down to Earth»                 | Luscious Jackson     | 4:51       |

## Супутня продукція
- «Titan A.E.: Cale's Story» (2000) — роман про пригоди Кейла між евакуацією з Землі та знайомством з Корсо. Оповідає про його дитинство на планеті Вусстра з батьковим другом, іншопланетянином Теком і поневіряння іншими планетами через напади дреджів[2].
- «Titan A.E.: Akima's Story» (2000) — роман про паралельні пригоди Акіми. Присвячений її життю на мандрівній людській колонії, дружбі зі Стітом і пошукам проєкту «Титан»[3].
- Titan A.E.: Sam's Story (2000) — комікс у трьох частинах від Dark Horse Comics про розробку Семом Такером проєкту «Титан» для створення нової планети й те, як він зумів його сховати[4].

## Оцінки й відгуки
Фільм зібрав посередні оцінки кінокритиків: на Rotten Tomatoes він має 51 % схвальних відгуків, а на Metacritic 48 балів зі 100.
Згідно з сайтом «We Made This», фільм має гарну анімацію, вдале озвучення та цікаву концепцію в основі сюжету. Проте зображений світ виглядає просто нецікавим, позбавленим оригінальної стилістики. Він намагається наслідувати аніме, проте йому бракує відмінності від класичної західної анімації. Водночас «Titan A.E.» не має самобутнього західного погляду, як це робить студія «Pixar». Фільм змішує ідеї численної фантастики від «Зоряних воєн» до «Бойового крейсера „Галактика“», та не робить із цього нічого такого, чого не існувало досі. «„Titan A.E.“ загалом прісний, йому бракує якогось стрижня, потрібного аби створити досвід, що лишається в пам'яті. Він швидко відходить на задній план і для фільму, що вихваляється такою концепцією, це просто злочин. Фільм характеризувався як предтеча «Останньої фантазії: Духи всередині», обидва фільми мали видатну графіку і обидва мали невиразний сюжет.
«Common Sense Media» вказує, що фільм, судячи з сюжету й стилістики зображення, розрахований на старшу аудиторію, але він при цьому надміру «казковий». Перетворення Кейла з циніка на самовідданого героя передбачуване, персонажі не викликають співпереживання, а сюжет наповнений стереотипними ідеями і навіть цілими репліками, взятими з класичних науково-фантастичних творів.
У «The Washington Post» відгукнулися, що «Titan A.E.» намагається наслідувати «Зоряні війни». Однак, Блут і Голдман, які мають репутацію противників «Disney», далеко не такі обдаровані в створенні сюжетів, де вдало поєднуються пригоди, перестрілки, містика, гумор тощо. Фільм місцями вражає неординарною візуальністю, але анімація персонажів, особливо Кейла, цілковито нудна. Цьому персонажу бракує внутрішніх переживань, трагічного виміру.